# 盧克歐特芒特 (阿拉巴馬州)
盧克歐特芒特（英語：Lookout Mountain）是一個位於美國阿拉巴馬州埃托瓦縣的非建制地區和人口普查指定地區。根據2010年美國人口普查，該地人口為1186人。

## 地理
盧克歐特芒特的座標為34°06′57″N 85°57′56″W / 34.11583°N 85.96555°W，而該地最高點為海拔高度274米（即899英尺）。